# 李錫基
李 錫基（イ・ソッキ、朝鮮語: 이석기、1907年または1908年1月2日 - 1974年6月25日または1975年6月25日）は、日本統治時代の朝鮮および大韓民国の公務員、政治家、実業家。牙山郡守、公州郡守、第4・5代大田府尹、ソウル特別市副市長、第2・3・5代韓国国会議員を歴任した。
本貫は洪川李氏。仏教徒。元国会議員の方一弘は娘婿。

## 経歴
忠清南道扶余郡出身。1931年京城法学専門学校卒、1939年中央大学法学部卒。弁護士試験、高等文官試験行政科合格。京畿道内務部を経て、1941年に牙山郡守、1945年に公州郡守、忠清南道地方課長、1946年に第4・5代大田府尹、1948年にソウル特別市副市長、1950年に文教部秘書室長、国会議員、1953年に国会内務委員長、以後弾劾裁判所審判官、民主党院内副総務・総務、1967年に新韓党常務委員を歴任した。他に中央農工社社長、大田酒精工業株式会社社長、大洋公司社長、同徳女大講師、中央都市計画委員会委員、大田日報社監査役などを務めた。
1974年6月25日、ソウル市鐘路区の自宅アパートで死去。享年67。